# Steve Higgins
Steve Higgins, né le 13 août 1963, est un humoriste, acteur, auteur-scénariste et producteur américain. Partenaire de l'humoriste et animateur Jimmy Fallon sur scène, il est l'annonceur (voix off) de ses émissions, soit le The Tonight Show Starring Jimmy Fallon depuis 2014 et le Late Night with Jimmy Fallon de 2009 à 2014. Il est également producteur et auteur, depuis 1995, pour le programme télévisé humoristique hebdomadaire Saturday Night Live diffusé sur NBC.